# 胡渭清
胡渭清（？—1963年），原名绍斌，安徽合肥人，中国民主革命家。

## 生平
1906年，他加入中国同盟会，并任安徽公学舍监。中华民国成立后，他任南京临时政府参议员（当时名胡绍斌） 。中华人民共和国成立后，他任安徽省文史研究馆馆员。1963年，胡渭清病逝。